# Dr Bloodmoney
Dr. Bloodmoney (titre original : Dr. Bloodmoney, or How We Got Along After the Bomb) est un roman de science-fiction écrit par Philip K. Dick en 1963, publié en 1965.

## Résumé
Dans un monde complètement transformé par une guerre nucléaire, les survivants tentent de reconstruire une société. Certaines personnes autrefois au pied de l'échelle sociale deviennent indispensables à la survie de la communauté, et inversement.

## Analyse
De la même manière que dans son roman le Maître du Haut-Château, Philip K. Dick donne, dans Dr. Bloodmoney, la priorité à la description des destins particuliers des personnages. Les conséquences de la guerre, dans ces deux romans, ne sont pas montrées directement à l'échelle d'une nation entière ou de la planète. Au contraire, l'auteur s'intéresse au microcosme, à la vie de personnes issues de différents milieux sociaux : la description du monde vient comme un contexte plus ou moins implicite, ce qui lui donne une grande profondeur.
Les personnages principaux du roman se caractérisent par une certaine hétérogénéité : Hoppy Harrington, homme sans bras ni jambes ; Stuart McConchie, commerçant afro-américain ; ou bien encore Walt Dangerfield, envoyé en orbite autour de la Terre et devenu une idole diffusant des programmes de radio et seul lien entre tous.
Dr. Bloodmoney raconte ainsi l'histoire d'une société dont les rôles se trouvent, pour certains, modifiés après la chute des bombes. 
Ainsi, la situation socio-psychologique va pour certains s'améliorer fortement :
- Hoppy Harrington qui, de handicapé qui fait pitié, devient l'objet de convoitises pour ses talents,
- Andrew Gill qui a l'occasion inespérée de devenir l'amant d'une femme comme Bonny Keller, et devient un industriel réputé à l'échelle du continent.
- June Raub qui devient importante dans la communauté d'Orange County.
Pour d'autres, la situation change peu :
- Stuart McConchie occupe toujours à peu près le même emploi, et cultive les mêmes peurs et espoirs.
- Bonny Keller n'a pas changé de rang social ou de situation... Elle reste dans son bovarysme soft.
Et pour d'autres encore, la situation se dégrade fortement ou s'inverse :
- Bruno Bluthgeld, qui de savant certes honni, mais reconnu, devient quasi-clochard.
- Walt Dangerfield était au départ un homme d'action accompagné de la femme qu'il aime, en train d'ouvrir les routes de l'espace, et devient un homme seul, enfermé dans une bulle, tourné vers la Terre.
Plus globalement, le roman est comme toujours chez Dick, une réflexion plus profonde sur le statut de la vie, de la réalité, de l'humain et de l'animal : chacun vit sa propre réalité, qui est complètement influencée par sa propre vision de la réalité, celle qui "existe même quand on cesse d'y croire". Il y a des échanges de rôles entre :
- l'humain et l'animal : Bill Keller dans le ver ou la chouette, et en sens inverse les rats qui deviennent presqu'humains,
- l'inanimé et l'animé : les "robots homéostatiques" sont presque vivants, Hoppy Harrington est partiellement mécanique dans son identité mentale.
- le mort et le vivant : Bill Keller n'est (au départ) ni mort ni vraiment vivant... Il ne peut communiquer avec la réalité qu'à travers une seule personne ; Walt Dangerfield est son pôle opposé, il est lui aussi dans une bulle, mais peut communiquer avec tout le monde, tout en étant largement aussi isolé que Bill... 
- le réel et l'imaginaire : Bill s'avère existant, la maladie de Dangerfield inexistante... Bruno Bluthgeld n'est jamais contredit dans sa vision délirante de la réalité.
"Qui est mort, qui est vivant ? Qui est humain, qui ne l'est pas ? Qu'est-ce qui disparaît quand on cesse d'y croire ?" Ces trois questions habituelles de Philip K. Dick sont posées ici avec une subtilité et une diversité sans égale dans le reste de son œuvre, comme il semblait le penser lui-même.
Dr. Bloodmoney est comparé par certains à Docteur Folamour de Stanley Kubrick. Le personnage du film ressemble en effet vaguement au Docteur Bruno Bluthgeld du roman de Philip K. Dick. Ces deux scientifiques ont des caractéristiques communes comme la paranoïa et le sentiment d'avoir un pouvoir divin de destruction. La comparaison entre Dr. Bloodmoney et le film de Stanley Kubrick est renforcée par la similitude des titres mais également de leurs sous-titres : How we all got along after the bomb (Comment nous avons vécu après la bombe) pour le roman et How I stopped worrying and learned to love the bomb (Comment j'ai appris à ne plus m'inquiéter et à aimer la bombe) pour le film. Mais le film parle plutôt de juste avant la bombe... Et ne parle nullement de la vie quotidienne. D'ailleurs, Bluthgeld n'est pas un personnage de tout premier plan dans le livre ; Hoppy Harrington est bien plus central.
D'un point de vue linguistique et culturel, le terme allemand Bluthgeld (argent du sang) a deux acceptions. La première, attestée dans la traduction allemande du Nouveau Testament par Martin Luther (Mathieu 27,6), désigne la somme d'argent que les prêtres juifs paient à Judas pour avoir trahi Jésus Christ, associant ainsi sa trahison à un crime de sang. La seconde désigne, dans la tradition arabe, la somme d'argent que doit payer un criminel ou sa famille aux parents proches de la victime.

## Témoignage de l'auteur
« Ça, c'est un excellent livre. J'avais vécu dans une communauté rurale de l'ouest de Marin County pendant assez longtemps pour en devenir familier. J'ai mis cela en rapport avec la communauté de Berkeley à laquelle j'avais appartenu de manière que toutes deux fusionnent en un monde apocalyptique vraiment unique... Ce n'est pas ce qu'on s'attendrait à trouver après l'Holocauste. Aussi est-ce un livre très original, me semble-t-il. En tant que société, c'est aussi une société très originale. Ce roman m'impressionne. Il n'a pas son pareil, aucun doute là-dessus. Et dans toute la fiction, pas seulement dans le domaine de la science-fiction. Dans toute la fiction. »